# Скот Кели (астронаут)
Скот Џозеф Кели (енгл. Scott Joseph Kelly; Оринџ, 21. фебруар 1964) је амерички астронаут, инжењер и пензионисани капетан Америчке ратне морнарице. Ветеран је три лета у свемир, и агенција Наса га је у новембру 2012. године изабрала да буде део једногодишње мисије на Међународну свемирску станицу која је почела у марту 2015.
Кели је био командант Експедиције 26 на МСС. Скот и његов брат Марк Кели, који је такође био астронаут до пензионисања, су једнојајни близанци. Њих двојица су једини рођаци који су заједно летели у свемир.
Скот Кели је први пут у свемир полетео као пилот мисије шатла Дискавери СТС-103, у децембру 1999. године. Ово је била трећа мисија сервисирања свемирског телескопа Хабл, и трајала је само осам дана. Други пут у свемир је полетео као командант мисије СТС-118, која је посетила МСС у августу 2007. године и трајала 12 дана.
Кели је затим постао члан и дугорочне мисије на МСС када је 9. октобра 2010. стигао на станицу руском летелицом Сојуз. Када је на станицу стигао служио је као летачки инжењер Експедиције 25 која је била у току, а затим је 25. новембра 2010. преузео командовање станицом од колеге Дага Вилока.
Радио је као шеф операционе гране за МСС у Наси до пензионисања у априлу 2016. године. У мају 2016. једна основна школа у родном граду Скота и Марка Келија преименована је у њихову част.

## Једногодишња мисија на МСС
У новембру 2012. године, Наса, Роскосмос и остали међународни партнери изабрали су два искусна космонаута за мисију на МСС у трајању од једне године. Примарни циљ ове мисије, која је почела у марту 2015. године, је прикупљање научних података који су од суштинског значаја за истраживање Сунчевог система у будућности. Наса је изабрала Скота Келија, а Роскосмос је изабрао Михаила Корнијенка. Кели и Корнијенко су полетели руском летелицом Сојуз са космодрома Бајконур у пролеће 2015. године, а слетеће на подручју око Бајконура у Казахстану у пролеће 2016. године. Кели и Корнијенко се знају од раније; Кели је био члан резервне посаде за Експедицију 23/24 у којој је Корнијенко био летачки инжењер. Током ове једногодишње мисије научници се надају да стекну бољи увид у начин на који се људско тело прилагођава условима који владају у свемиру. Прикупљени подаци из дванаестомесечне експедиције ће употпунити досадашње податке о здрављу и ефикасности у раду чланова посаде, и помоћи у одређивању противмера којима би се умањио ризик током летова у дубоки свемир које Наса има у плану (на Месец, астероид и касније Марс).
Са Келијем и Корнијенком је полетео и руски космонаут Генадиј Падалка, који је већ четири пута летео у свемир и био члан дугорочних експедиција на станици Мир и МСС. Он је у свемиру остао шест месеци, а након тога се летелицом Сојуз, којом је на станицу стигао са Келијем и Корнијенком, вратио на Земљу. Пошто Кели и Корнијенко остају на станци, они су из Сојуза узели своје калупе за седишта и преместили их у следећу летелицу Сојуз, којом ће се шест месеци по одласку Падалке и они вратити на Земљу. Космонаут Генадиј Падалка је током свог боравка на МСС по трећи пут био командант експедиције (рекорд). По завршетку ове мисије Падалка је престигао руса Сергеја Крикаљова по укупном времену проведеном у свемиру – рекорд који је Крикаљов држао износио је 803 дана, док нови рекорд Генадија Падалке износи преко 878 дана.
Кели је у октобру 2015. постао амерички астронаут са највише искуства, односно највише времена проведеног у свемиру. Претекао је колегу Мајкла Финка који је био рекордер са 382 дана.
По окончању ове мисије магазин Fortune је Келија и Корнијенка уврстио на листу 50 светских лидера, на којој су заузели 22. место.

## Приватни живот
Скот Кели рођен је у месту Оринџ, у Њу Џерзију, од родитеља Ричарда и Патрише Кели, и одрастао је у оближњем Вест Оринџу. У овом месту је похађао и средњу школу, заједно са братом Марком Келијем. Разведен је и има двоје деце. Његова снаја је Габријела Гифордс, бивша чланица Конгреса САД из Аризоне. Тренутно је у вези са Амико Каудерер, новинаром Насе, и коментатором канала Наса ТВ.

## Галерија
- Кели (десно) са члановима Експедиције 26 на МСС
- Председник Русије Дмитриј Медведев додељује медаљу Скоту Келију
- Фотографија Келија из 1999. године
- Кели и Корнијенко, чланови једногодишње мисије на МСС
- Кели у хеликоптеру након слетања летелице Сојуз
- Кели позира за фотографију са традиционалним казашким шеширом
- Кели ради на МСС током Експедиције 26 2011. године
- Скот Кели унутар модула Купола на МСС
- Чланови Експедиције 26 посматрају лансирање Дикаверија